# Systematisk internhandel
Systematisk internhandel är ett av de tre handelssystem som etablerades genom MiFID-direktivet 2007. En systematisk internhandlare definieras enligt Lag (2007:528) om värdepappersmarknaden som ett "värdepappersinstitut som på ett organiserat, frekvent och systematiskt sätt handlar för egen räkning genom att utföra kundorder utanför en reglerad marknad eller en handelsplattform"..
För att det ska anses vara systematisk internhandel ska verksamheten utföras enligt fasta rutiner och vara av väsentlig betydelse för institutet. Handeln sker antingen mot någon av företagets kunder, eller mot eget lager.
Ett värdepappersinstitut kan även hantera handel i mindre omfattning utan att det är fråga om systematisk internhandel.
På engelska kallas begreppet "systematic internaliser".